# Maximilian Cohen

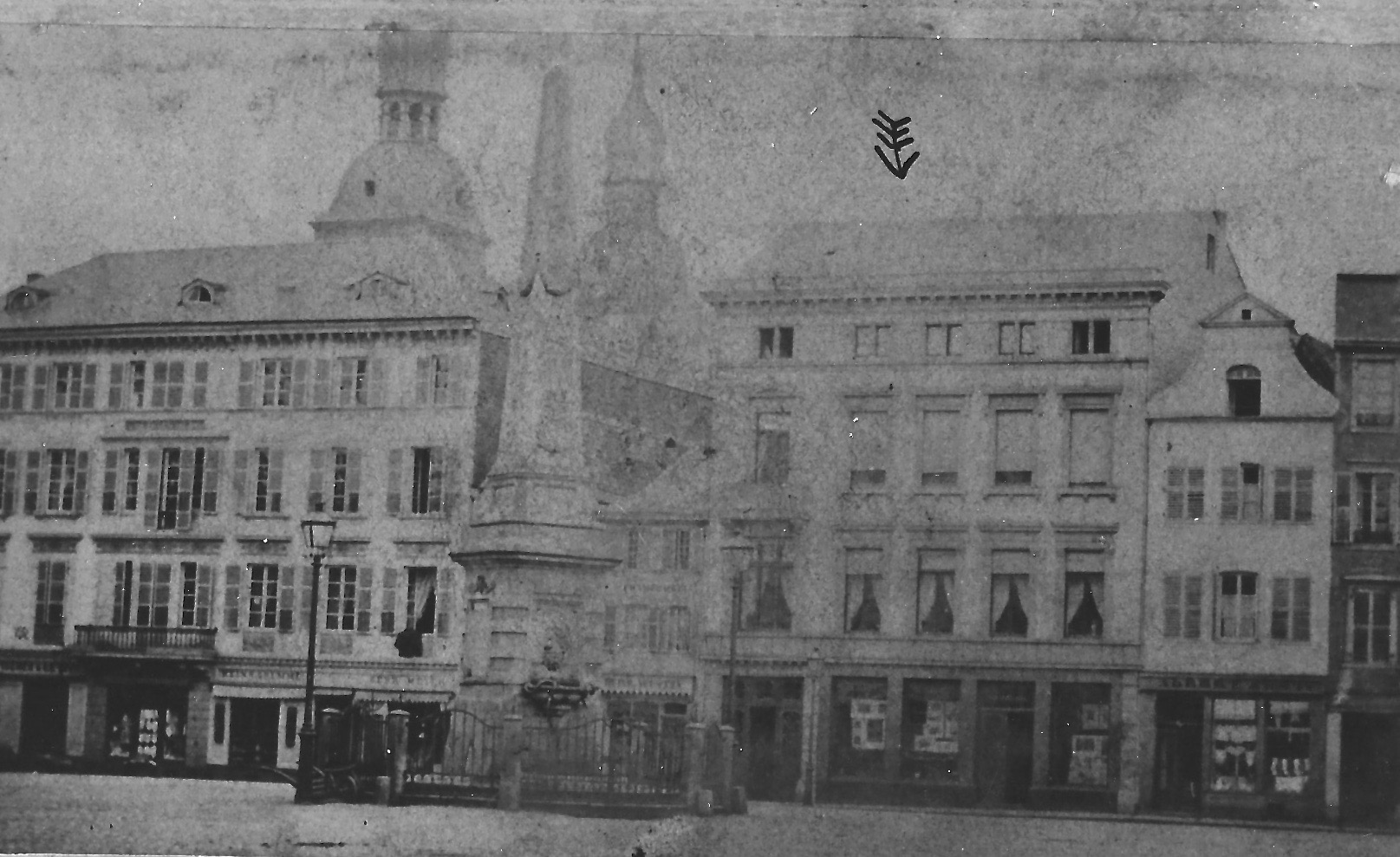
Stammhaus Maximilian Cohen, Markt 24, Bonn, vor 1875

Maximilian Cohen (* 4. Juli 1806 in Köln; † 10. November 1865 in Bonn) war ein deutscher Verleger und Buchhändler in Bonn.

## Familie
Maximilian (ursprünglich Meyer, auch Max genannt) Cohen war Sohn des Bankiers Samuel Benjamin Cohen (* etwa 1771 in Wallenstein, Ries; † 16. August 1840 in Köln) und Helene Wallich (* etwa 1773 in Bonn; † 6. Juli 1835 in Köln). Er war Enkel des kurkölnischen Rabbiners Simcha Benjamin Cohen Rappaport. Er war jüdischen Glaubens und von 1843 bis 1865 Vorsteher der Synagogengemeinde in Bonn. Max Cohen war Vater von vier Söhnen und drei Töchtern, u. a. von Friedrich Cohen. 

## Wirken
Max Cohen hatte Rechtswissenschaften studiert und mit dem Auskulator-Examen abgeschlossen. Zufällig war er Aimé Constant Fidèle Henry begegnet und die beiden vereinbarten eine geschäftliche Zusammenarbeit. Am 24. November 1828 schlossen sie einen Gesellschaftsvertrag zur Errichtung einer lithografischen Anstalt, aus der sich Universitätsbuchhandlung und Verlag Friedrich Cohen entwickelte. Cohen war für den Geschäftsbetrieb zuständig. 
Seine Familie wohnte zuerst im Beethoven-Haus in der Bonngasse, später im Mauspfad. Im Kreis der Familie und weniger Freunde, mit denen er sich gerne zu Lesungen traf, fühlte er sich wohl. Seit 1838 gehörte er der Lese (Bonn), seit 1856 dem Börsenverein der Deutschen Buchhändler zu Leipzig an. Ansonsten führte er ein zurückgezogenes Leben.